# Huddlestonium exu
Huddlestonium exu är en stekelart som beskrevs av Andrew Polaszek och Johnson 2007. Huddlestonium exu ingår i släktet Huddlestonium och familjen Scelionidae. Inga underarter finns listade i Catalogue of Life.